# Knyppling

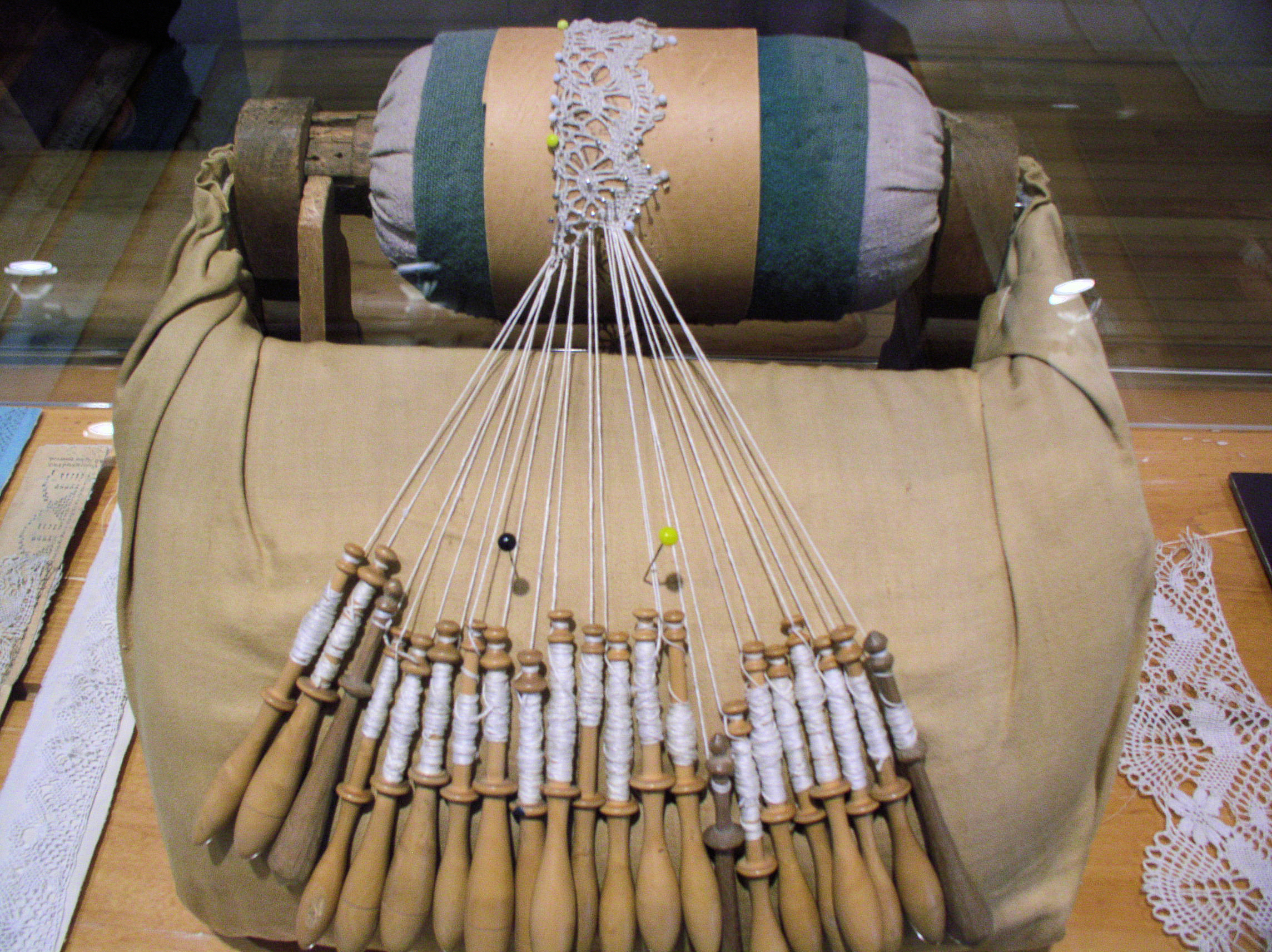
Knyppeldyna från Québec i Kanada

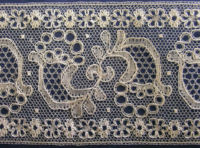
Danskt knypplingsarbete

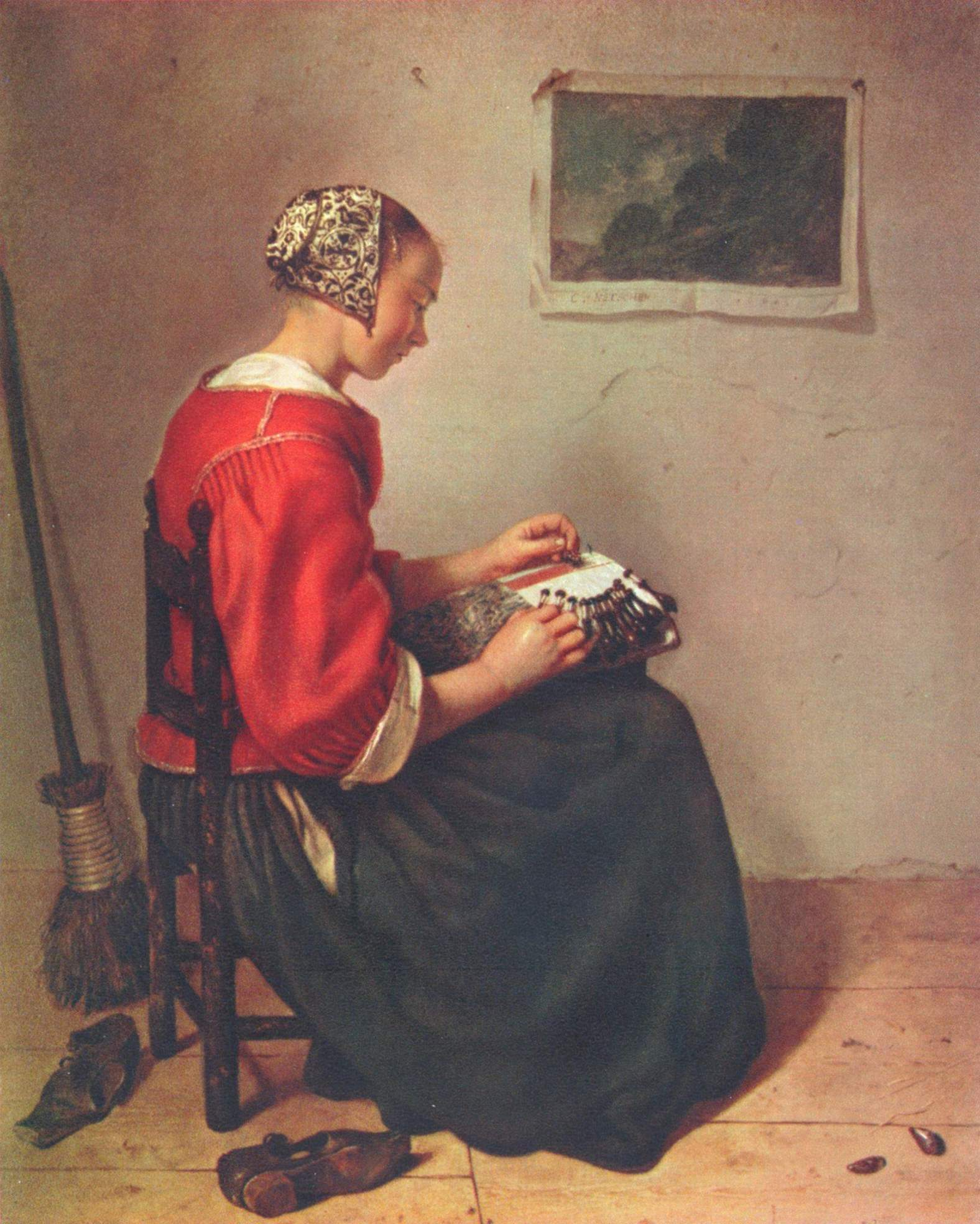
Kvinna knypplar. Tavla av Caspar Netscher från 1664.

Knyppling är en form av handarbete och används bland annat för att tillverka spets. Att knyppla kan liknas vid en avancerad flätning. Trådarna är lindade på särskilda spolar, knyppelpinnar (ibland kallade knypplar, singularis knyppel). För upprullning av tråden på knyppelpinnarna finns särskilda spolmaskiner, liknande dem som används för spolar till de skyttlar som används vid vävning.
Själva arbetet är fäst vid en knyppeldyna där spetsen, vartefter den blir färdig, rullas ihop. Traditionellt knypplar man med lintråd i olika grovlekar och med olika antal ihoptvinnade trådar. 

## Tekniken
När man knypplar använder man hela tiden två par pinnar där två olika förflyttningar av pinnarna är möjlig; "korsning" och "vridning". Dessa kan sedan kombineras till "enkelslag", "vävslag" och "dubbelslag". Genom att kombinera de olika slagen bildas mönster. Man använder också nålar för att fixera spetsen. I de flesta områden knypplar man med stöd av ett mönsterunderlag – ett knyppelmönster, som är en schematiskt ritad bild över trådarnas rörelse genom spetsen med markeringar för var nålarna som fixerar trådarna skall placeras. Men man kan också knyppla på fri hand. Det innebär att de nålar som fixerar trådarna sätts med hjälp av ögonmåttet. Att knyppla på frihand skall inte förväxlas med att knyppla fritt, då man utifrån en ritad skiss som underlag knypplar helt utifrån egen fantasi och med otraditionella material.

## Knyppling i Sverige
Knypplingen är känd i Sverige sedan 1700-talets första hälft.
I Vadstenatrakten har knypplingen varit en saluslöjd och bidragit till mångas försörjning. Det bidrog till att knypplingen förändrades enligt mode och efterfrågan. Vid 1800-talets slut var det kragar, manschetter och barber som tillverkades, och i början av 1900-talet blev det kraftigare spetsar avsedda för lakan och örngott. Från ca 1930-talet omfattades Vadstenaknypplingen av hemslöjdsföreningen i Östergötlands verksamhet och ett nyskapande i form av inredningstextilier, som lampor, och bordslinnen smyckades med knypplade spetsar – liksom behovet av altarspetsar. Från 1962 kom den ideella Föreningen Svenska Spetsar att verka för att främja knypplingen framförallt i Östergötland men även i andra delar av Sverige där knyppling har utförts på ett traditionellt sätt. Sådana områden är bland annat Dalarna, Skåne, Blekinge och Hälsingland. Där det funnits en folklig typ av knyppling utförd för eget behov att använda till folkdräkten eller som inredningstextil. I dessa områden har vanligtvis ett ålderdomligt mönsterformer konserverats.
Det finns olika skolor inom knyppling, där vissa använder färg och andra inte. I traditionell svensk knyppling knypplar man i blekt eller halvblekt lingarn av olika grovlekar. I dag knypplas det med alla möjliga material och färger, mycket inspirerat från utlandet. Tunn lintråd kan vara svår att få tag på, varför andra alternativ varit nödvändiga, till exempel bomull eller silke. Konstknyppling utförs i alla möjliga material, från metalltråd till fiberoptisk kabel. 
Knypplingen har varit särskilt vanligt förekommande i västra Östergötland men har också utövats i andra delar av landet. Varje område har haft sina särdrag när det gäller teknik och redskap. Ottilia Adelborg grundade en Knyppelskola i Gagnef år 1903. Föreningen Svenska Spetsar i Vadstena arbetar sedan 1962 för vadstenaknypplingens fortsatta överlevnad och har upphovsrätt till många äldre och nya spetsmönster. De bedriver kursverksamhet varje sommar för dem som vill lära sig mer om knyppling, och de säljer både färdiga spetsar och knypplingsmaterial både i butik och per postorder.

### Dalknyppling
Dalknyppling har traditionellt utförts i ett antal socknar i främst Siljan-området. Den idag mest kända dalknypplingen är utfört i Gagnef/Mockfjärd, men dalknypplingen har även förekommit i Leksand, Rättvik, Dala-Floda, Bjursås och Ore. Knypplingen har konserverat många ålderdomliga inslag och utförts på frihand det vill säga utan mönsterunderlag som ledning för arbetet och endast med nålar i sidorna som fixerar arbetet. Hantverket gjordes på en knyppelkudde eller pöl som placerad i en låda och trådarna är upplindade på raka pinnar som hålls inne i handen under arbetets gång.
Mönstren har traditionellt använts till dräktens prydnad, och då främst som stycke på kärringhatten eller halsklädet. Kvalitet och mönsterform har liksom dräkten varierat mellan socknarna så man har utifrån spetsens utformning kunnat se varifrån den dräktklädda kvinnan kommer. I Ore socken har knypplingarna använts för inredningstextilier och fällts in i stora förlåtar.
Frihandsknyppling utmärks, jämfört med vadstenaknyppling, genom att slagen alltd börjar med vridning och avslutas med korsning. I frihandsknypplingen ingår även så kallade låsande slag. Ett sådant är det som i Dalarna har benämnts dubbelslag och som är en kort fläta bestående av tre halvslag.

### Skånsk knyppling
Skånsk knyppling skiljer sig från Vadstena-spetsen genom att den knypplas på fri hand och inte har uppstucket pappersmönster på kullen. Man vet inte exakt när knypplingen kom till Skåne. Det finns en berättelse som säger att en båt från Holland frös fast i isen utanför Kåseberga. Under den vintern lärde kaptenens hustru ut konsten att knyppla till kvinnorna i trakten. 

#### Skrinet (knyppeldynan)
Knyppeldynan, eller skrinet, som används för skånsk knyppling är ofta fyrkantig. Ovansidan på skrinet måste ha en viss lutning för att knyppelpinnarna ska kunna rulla ned åt sidorna efter att man gjort sitt slag. Kullen är klädd med ett randigt tyg för att det ska vara lättare att hålla spetsen rak och bibehålla samma bredd eftersom man kan utgå från ränderna när man sätter knappnålarna längs spetsen kanter. Knyppelpinnarna är gjorda i trä och kan se ganska olika ut. De kan vara mycket enkla till utförandet, från enkla täljda pinnar där till och med barken kan vara kvar till mycket konstrikt snidade och dekorerade pinnar. Oftast är de mellan nio och elva centimeter långa, med en utskuren smalare del för tråden och en tjockare avslutande del som man håller i.

## Historik
Knyppling av spetsar sker medelst knyppelpinnar och knappnålar på en knyppeldyna. Till material brukas linne- eller bomullstråd, silke, ibland även guld- eller silvertråd. Varje tråd (till fina bredare spetsar användas ofta flera hundra trådar) är upprullad på en särskild knyppelpinne och fäst därvid genom en åtdragen snara. Knyppelpinnarna är av trä och ha en längd av ungefär 10 cm. Knyppeldynan består av en vridbar träcylinder, beklädd med stoppning och till större delen nedsänkt i en med stoppning beklädd kullrig dyna eller i en öppen låda.
Knyppling sker i allmänhet på mönster, ritad och utstucket på kartong, vilket fästes omkring cylindern. I mönstrets hål instickas nålar, och vid dem fästes trådarna, varefter knypplingen verkställs genom att pinnarna oupphörligt omkastas och läggas åt skilda håll, varvid de uppkomna maskorna hålls fast med knappnålar, som till hälften sticks in genom mönstrets hål. Allteftersom arbetet fortskrider, tas nålarna ut ur den färdiga delen av spetsen och sticks in i de påföljande hålen i mönstret. I Skåne och Dalarna användes vanligen inte något på cylindern fäst mönster; blott ett fåtal nålar nyttjas, huvudsakligen nedstuckna i kanterna.
Knypplingen uppfanns i början av 1500-talet i norra Italien eller i Flandern. Enligt en mönsterbok tryckt i Zürich 1561 introducerades tekniken från Venedig under 1520-talet. Under 1700-talet var Flandern känd för de florstunna skickligt utförda knypplade spetsarna av högt konstnärligt värde. I Flandern kunde man även tillverka den tunnaste lintråden avsedd för knyppling. Knyppling idkades i sin största utsträckning i Belgien, England och Frankrike; därnäst kom Schweiz, ävensom sachsiska Erzgebirge, där den varit hemslöjd sedan 1560-talet. I åtskilliga distrikt av Ryssland förfärdigade allmogen enklare knyppelarbeten. I Sverige åtnjöt spetsar från Vadstena, Skåne och Dalarna ett särskilt anseende.